# Piltown
Piltown (connu aussi sous le nom de Ballypoyle) est un village en Irlande, situé dans le comté de Kilkenny.